# عرمالي
عرمالي (بالصومالية: Carmaale)‏ هي بلدة في محافظة سناج في صوماليلاند.

## تاريخ
في يوليو 2007، أصبحت المنطقة جزءً من مقاطعة مآخر في الصومال، والتي دُمجت لاحقًا في منطقة أرض البنط المتمتعة بالحكم الذاتي في يناير 2009.

## جغرافية
تقع البلدة في هضبة الحديد، وهي قطعة أرض تغطي الجزء الأوسط من مساحة كبيرة من هضبة سول. باستثناء جبل ريافونليه، فإن هذه الهضبة مسطحة إلى حد كبير.